# Tokmak (Ukraine)
Tokmak (ukrainisch und russisch Токмак; deutsch selten Groß-Tokmak) ist eine Stadt in der Oblast Saporischschja in der südlichen Zentralukraine mit etwa 32.000 Einwohnern (2016). Die Stadt liegt 98 km südöstlich der Oblasthauptstadt Saporischschja.

## Geschichte

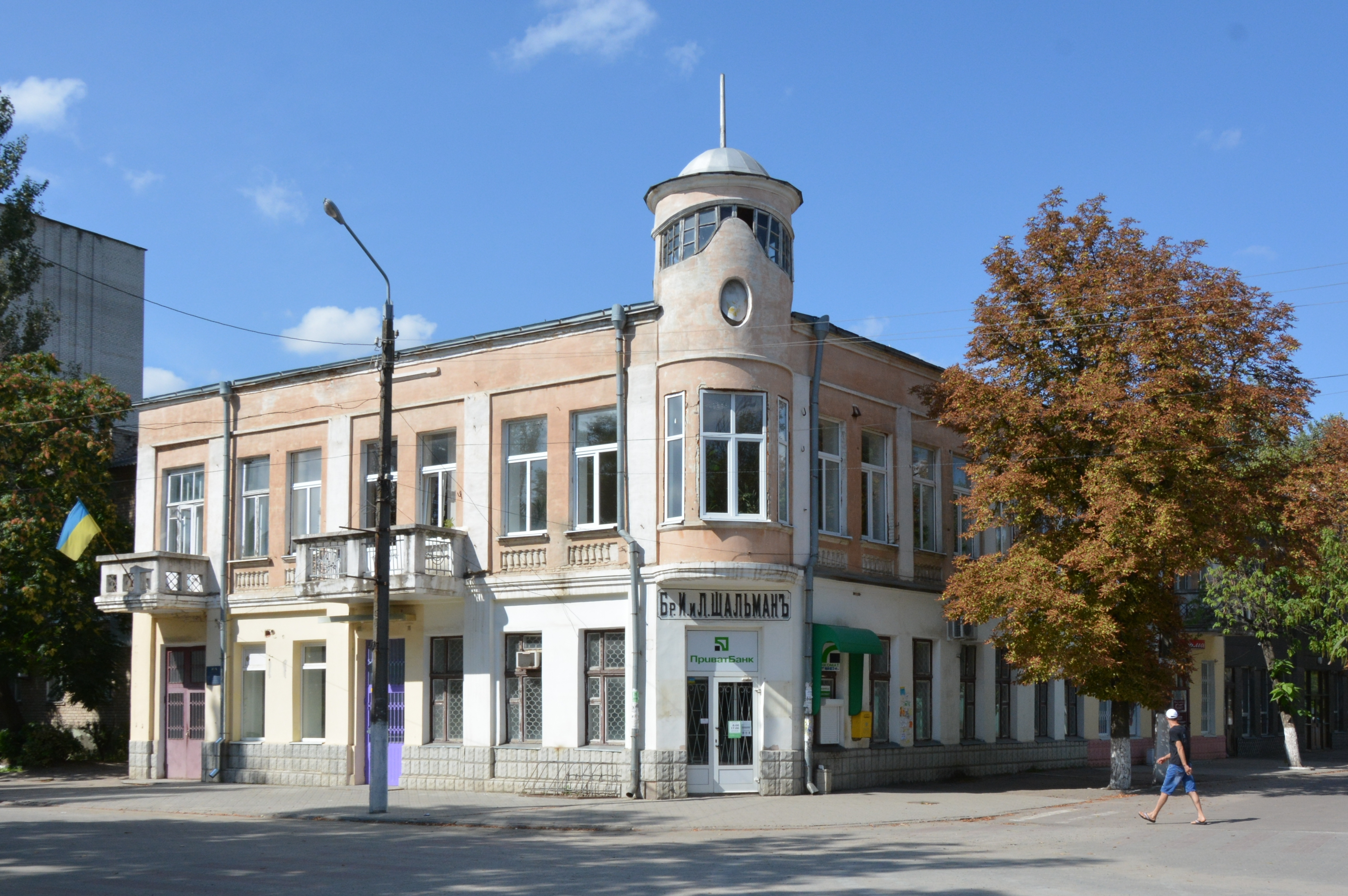
Шальман-Handelshaus (Schalman) in der Revolutions-Straße

Gegründet wurde die Stadt unter dem Namen „Welykyj Tokmak“ (ukrainisch Великий Токмак) im Jahr 1784. Der Name ist tatarisch: „tokmak“ bedeutet „voll“ und bezog sich auf die Pferde, welche zur Gründungszeit in der Nähe des Flusses geweidet wurden. Die Stadt trug den Namen bis 1962. 1938 wurden ihr die Stadtrechte verliehen.
Tokmak war bis 2020 das Verwaltungszentrum des Rajons Tokmak und selbst direkt der Oblast untergeordnet. Seitdem gehört das Gebiet zum neuen Rajon Polohy.
Am 7. März 2022 protestierten Bewohner gegen die russische Armee, welche den Ort überfallen hatte. Immer wieder gingen Bürger zu Kundgebungen gegen die Besetzung durch das russische Militär. Am 7. Mai wurde der Tod des Bürgermeisters von Tokmak (seit 2009) Igor Kotelevsky bekannt, der sich geweigert hatte, mit den Russen zusammenzuarbeiten, die die Ukraine angegriffen hatten. Im Juni 2023 versuchten die ukrainischen Streitkräfte in einer Gegenoffensive bis nach Tokmak vorzustoßen, um die Stadt von russischer Besatzung zu befreien. Die Gegenoffensive im Bereich bei Saporischschja scheiterte jedoch frühzeitig an ca. 20 Kilometer vor Tokmak gelegenen Minenfeldern, anderen Panzersperren und Feldbefestigungen. Um die Stadt selbst ließen die russischen Streitkräfte einen Verteidigungsring bzw. Wall aus weiteren Gräben, Stellungen und möglichen Minenfeldern ziehen.
Tokmak wird von der russischen Armee unter anderem als Nachschubverteil genutzt. Der Stadt kommt eine hohe strategische Bedeutung zu, da die einzige Ost-West-Bahnstrecke in russischer Hand durch Tokmak führt und die russische Armee logistisch stark auf Bahninfrastrukturen angewiesen ist.

## Verwaltungsgliederung
Am 12. Juni 2020 wurde die Stadt zum Zentrum der neugegründeten Stadtgemeinde Tokmak (Токмацька міська громада/Tokmazka miska hromada). Zu dieser zählten auch die 11 in der untenstehenden Tabelle aufgelisteten Dörfer, die bis dahin die gleichnamige Stadtratsgemeinde Tokmak (Токмацька міська рада/Tokmazka miska rada) gebildet hatten, welche direkt der Oblastverwaltung unterstand und im Zentrum des ihn umschließenden Rajons Tokmak lag.
Seit dem 17. Juli 2020 ist sie ein Teil des Rajons Polohy.
Folgende Orte sind neben dem Hauptort Tokmak Teil der Gemeinde:
| Name                     | Name           | Name                            |
| ukrainisch transkribiert | ukrainisch     | russisch                        |
| ------------------------ | -------------- | ------------------------------- |
| Charkowe                 | Харкове        | Харьково (Charkowo)             |
| Fabrytschne              | Фабричне       | Фабричное (Fabritschnoje)       |
| Iltschenkowe             | Ільченкове     | Ильченково (Iltschenkowo)       |
| Iwaniwka                 | Іванівка       | Ивановка (Iwanowka)             |
| Kutusiwka                | Кутузівка      | Кутузовка (Kutusowka)           |
| Luhiwka                  | Лугівка        | Луговка (Lugowka)               |
| Myrne                    | Мирне          | Мирное (Mirnoje)                |
| Nowe                     | Нове           | Новое (Nowoje)                  |
| Nowoprokopiwka           | Новопрокопівка | Новопрокоповка (Nowoprokopowka) |
| Ostrykiwka               | Остриківка     | Остриковка (Ostrikowka)         |
| Otscheretuwate           | Очеретувате    | Очеретоватое (Otscheretowatoje) |
| Pokrowske                | Покровське     | Покровское (Pokrowskoje)        |
| Pschenytschne            | Пшеничне       | Пшеничное (Pschenitschnoje)     |
| Riwne                    | Рівне          | Ровное (Rownoje)                |
| Robotyne                 | Роботине       | Работино (Rabotino)             |
| Sadowe                   | Садове         | Садовое (Sadowoje)              |
| Samoschne                | Заможне        | Заможное (Samoschnoje)          |
| Schewtschenkowe          | Шевченкове     | Шевченково (Schewtschenkowo)    |
| Skeljuwate               | Скелювате      | Скелеватое (Skelewatoje)        |
| Snihuriwka               | Снігурівка     | Снегуровка (Snegurowka)         |
| Solodka Balka            | Солодка Балка  | Сладкая Балка (Sladkaja Balka)  |
| Trudowe                  | Трудове        | Трудовое (Trudowoje)            |
| Tscherwonohirka          | Червоногірка   | Червоногорка (Tscherwonogorka)  |
| Tschystopillja           | Чистопілля     | Чистополье (Tschistopolje)      |
| Uroschajne               | Урожайне       | Урожайное (Uroschainoje)        |

## Ladekopp
Der heute eingemeindete Ort Ladekopp wurde 1805 von 16 flämischen Mennonitenfamilien aus Westpreußen gegründet. Der Name bezieht sich auf einen Ort im ehemals deutsch besiedelten Weichseldelta. Der neue Ort lag etwa 2 km südlich des Flusses Tokmak. Die ersten Winter verbrachten viele Siedler in Lehmhütten. Viele Siedlerfamilien bauten gleich ein zweites Haus für die Kinder. Neben der Landwirtschaft bestand eine Seidenproduktion. In der Dorfmitte wurde eine Schule gebaut. Kirchlich gehörten die meisten Bewohner zu Petershagen. 1869 gab es dort 20 Vollwirtschaften und 29 Kleinwirtschaften, 1908 gab es eine Ziegelei, eine Schneiderei für Totenkleidung, und drei Mühlen. 1910 wurde eine weitere Ziegelei eröffnet, später eine Schreinerei, eine Wagenbauerei und eine Schmiede. Einige Mennonitenbauten sind erhalten, so ein 1898 errichtetes Wohnhaus aus Backsteinen mit Ziegelband am Dachfirst und typischen flach gewölbten Giebelfenstern. Auch ein 1892 errichtetes Wohnhaus mit schlichtem Ziegeldekor ist erhalten.

## Dorfschule Ladekopp
In den 1890er Jahren strebte die russische Regierung eine Verbesserung der schulischen Verhältnisse an. Insbesondere sollten die Schulen geräumiger werden. Als die Schulleitung in Ladekopp beschlossen hatte, ein neues Schulhaus zu erbauen, kontaktierte man die Verwaltung in Charkow. Nach einigen Diskussionen und Überlegungen wurde das neue Schulhaus 1910 errichtet. Das Gebäude ist bis heute erhalten.

## Persönlichkeiten
- Oleksandr Iwtschenko (1903–1968), sowjetischer Flugmotorenkonstrukteur
- Bernard Delfont, Baron Delfont (1909–1994), britischer Unternehmer, Film- und Theaterproduzent
- Anatoli Nikolajewitsch Lagetko (1936–2006), sowjetischer Boxer
- Margaryta Yakovenko (* 1992), spanische Journalistin und Schriftstellerin ukrainischer Herkunft